# Netsuzō Trap -NTR-
Netsuzou Trap -NTR- (捏造トラップ-NTR- Netsuzō Torappu -NTR-?) es un manga shōjo de romance, escrito por Kodama Naoko. Inició su publicación en la revista Comic Yuri Hime en noviembre de 2014 y finalizó en diciembre de 2017. La obra fue compilada en 6 volúmenes y fue licenciada en España por Planeta Cómic. Una adaptación a anime para televisión se emitió desde el 5 de julio al 5 de septiembre de 2017, siendo el estudio Creators in Pack el productor del anime.

## Argumento
Desde la infancia, Yuma y Hotaru han sido las mejores amigas, siempre cuidando una de la otra; ahora ambas están en segundo año de preparatoria e inician su vida amorosa; por un lado Yuma consigue su primer novio y se siente nerviosa, entonces Hotaru le da consejos sobre su primera cita por ser más experimentada. Yuma y Hotaru empiezan a tener sentimientos mutuos y la relación con sus novios puede verse complicada.

## Personajes
Yuma Okasaki (岡崎由真 Okasaki Yuma?)
Seiyū: Ai Kakuma
Yuma es una estudiante de segundo año de preparatoria junto con su mejor amiga Hotaru. Al conseguir novio, su inexperiencia le hace pedir consejo a su amiga; la sorpresiva escalada de sentimientos entre las chicas hace que Yuma se distancie de su amiga y se sienta preocupada de herir a su novio.
Hotaru Mizushina (水科蛍 Mizushina Hotaru?)
Seiyū: Hiromi Igarashi
Hotaru es una estudiante de segundo año junto con Yuma, además de ser su mejor amiga. En su infancia, ella siempre protegía a su amiga. Es una chica madura y un poco agresiva que ha tenido varios novios.
Takeda (武田 Takeda?)
Seiyū: Ryōta Ōsaka
Es un estudiante de segundo año, compañero de clase y el primer novio de Yuma. Es un chico atento y amigable que intenta comprender y apoyar a su novia. Aunque su relación va bien al principio, Takeda siente un distanciamiento y cuestiona a Yuma sobre lo que ella realmente quiere.
Fujiwara (藤原 Fujiwara?)
Seiyū: Daisuke Ono
Es un estudiante de segundo año, amigo de Takeda y novio de Hotaru. Siempre sospechaba que ella realmente no lo quería y sabe sobre la cercana relación entre las dos amigas que usa en ocasiones para intentar chantajear a Hotaru.

## Contenido de la obra

### Manga
El manga fue lanzado de forma serializada en la revista Comic Yuri Hime de la editorial Ichijinsha desde el 18 de noviembre de 2014 hasta el 18 de diciembre de 2018. La serie ha sido compilada en un total de 6 volúmenes tankōbon que han sido publicados en España por la editorial Planeta Cómic. El manga se publica en México por Editorial Kamite.

#### Volúmenes
| Núm. | Fecha de publicación    | ISBN                   |
| ---- | ----------------------- | ---------------------- |
| 1    | 18 de junio de 2015     | ISBN 978-4-7580-7433-9 |
| 2    | 18 de marzo de 2016     | ISBN 978-4-7580-7528-2 |
| 3    | 18 de noviembre de 2016 | ISBN 978-4-7580-7615-9 |
| 4    | 18 de abril de 2017     | ISBN 978-4-7580-7659-3 |
| 5    | 18 de julio de 2017     | ISBN 978-4-7580-7709-5 |
| 6    | 18 de enero de 2018     | ISBN 978-4-7580-7770-5 |

### Anime
Una adaptación de la serie de televisión de anime, dirigida por Hisayoshi Hirasawa y producida por Creators in Pack, fue transmitida en Japón entre el 5 de julio y el 20 de septiembre de 2017. El opening es "Blue Bud Blue" interpretado por Haruka Tōjō, mientras el ending es "Virginal lily" interpretado por Akira Aikase. El anime fue transmitido en las cadenas Tokyo MX y AT-X, además de manera simultánea por Crunchyroll.

#### Episodios
| #  | Título | Estreno                  |
| -- | --- | ------------------------ |
| 1  | "Un secreto entre chicas" "Onnanoko Dōshi no Himitsu" (女の子同士のヒミツ)                                           | 5 de julio de 2017       |
| 2  | "Esas dos..." "Ano Futari tte sa..." (あの二人ってさ…)                                                               | 12 de julio de 2017      |
| 3  | "Practiquemos otra vez" "Mata Renshū Shiyokka" (また練習しよっか)                                                    | 19 de julio de 2017      |
| 4  | "... ¿También te estoy engañando?" "... Watashi mo Uwaki Shiterushi?" (…私も浮気してるし？)                          | 26 de julio de 2017      |
| 5  | "No puedo evitar odiarme..." "Jibun ga Iya de Shikatanai yo..." (自分が嫌で仕方ないよ……)                             | 2 de agosto de 2017      |
| 6  | "¿Pensaste que te besaría?" "Kisu Sareruto Omotta?" (キスされると思った?)                                            | 9 de agosto de 2017      |
| 7  | "Podemos ser mejores amigas, ¿verdad?" "Shinyū de Irareru yo ne?" (親友でいられるよね？)                             | 16 de agosto de 2017     |
| 8  | "Emociones fuera de control" "Seigyo Dekinai Kanjō" (制御できない感情)                                               | 23 de agosto de 2017     |
| 9  | "¿Me resfriaste...?" "Watashi ni, Kaze Utsushite...?" (私に、風邪うつして……?)                                        | 30 de agosto de 2017     |
| 10 | "Que es esta relación" "Kono Kankei wa Nani Nandarō" (この関係は何なんだろう)                                        | 6 de septiembre de 2017  |
| 11 | "Gracias, lo siento" "Arigatō, Gomen ne" (ありがとう、ごめんね)                                                      | 13 de septiembre de 2017 |
| 12 | "¿Por qué no me di cuenta hasta ahora?" "Dōshite Imamade Kizukanakattan Darō" (どうして今まで気づかなかったんだろう) | 20 de septiembre de 2017 |